# دستور فرنسا
اعتمد الدستور الحالي لفرنسا في 4 تشرين الأول / أكتوبر 1958. ويسمى عادة دستور الجمهورية الخامسة، وحل محل دستور الجمهورية الرابع الذي يعود تاريخه إلى عام 1946. وكان تشارل ديغول القوة الدافعة الرئيسية في إدخال الدستور الجديد، في حين صاغ النص ميشال ديبر. ومنذ ذلك الحين تم تعديل الدستور الفرنسي أربع وعشرين مرة، وكان آخرها في عام 2008.